# Prinsregent
En prinsregent (fra fransk Prince Regnant) er en kongelig prins, der er udnævnt til regent (rigsforstander), og som udfører monarkens funktioner. Hvervet som prinsregent kan være midlertidigt eller permanent.

## Kendte prinsregenter
- Danmark-Norge: kronprins Frederik (senere kong Frederik 6.) var kronprinsregent i 1784-1808.
- Storbritannien og Irland: prins Georg af Wales (senere kong Georg 4.) var prinsregent i 1810-1820.
- Bayern: prins Luitpold var prinsregent i 1886-1912.
- Belgien: prins Karl, titulær greve af Flandern, var prinsregent i 1944-1950.